# Marriott's Grand Chateau
Marriott's Grand Chateau es una torre de 128 metros (420 pies) (128m) en Las Vegas, Nevada. Fue construida entre el 2004 y el 2008 con 37 pisos. Actualmente junto con Panorama Towers  esta en el puesto 35 como  una de las torres más alta de Las Vegas.